# Gekko wenxianensis
Gekko wenxianensis là một loài thằn lằn trong họ Gekkonidae. Loài này được Zhou & Wang mô tả khoa học đầu tiên năm 2008.